# Poliomyelitis

Polio in 2005 (rood: endemisch; groen: geïmporteerd)

Polio in 2012 (rood: endemisch; groen: geïmporteerd)

Poliomyelitis, verkort (wilde) polio, ook wel kinderverlamming genoemd, is een virusziekte (Oudgrieks: πολιός polios = grijs, μυελός muelós = merg, medisch Latijn (myelos/-us/-um) ook: ruggenmerg, myelitis = ontsteking van het ruggenmerg). Het is een ontsteking van de grijze stof in het ruggenmerg. Deze ziekte wordt veroorzaakt door het poliovirus, een enterovirus behorend tot de picornaviridae (pico-rna-viridae: kleine RNA-virussen). Het virus wordt via de ontlasting van besmette personen uitgescheiden. Door slechte hygiëne kan het virus van de ene op de andere mens worden overgebracht. De incubatietijd is meestal 6 tot 20 dagen, maar wat langer of korter kan ook. Polio verloopt tegenwoordig meestal zonder ernstige verschijnselen: ongeveer 95% van de 'patiënten' merkt niet of nauwelijks iets van de ziekte. Deze mensen verspreiden wel het poliovirus. Ongeveer 5% heeft wat vage algemene klachten als keelpijn of last van de buik. Bij minder dan 1% van de besmette personen treden spierverlammingen op. Dit wordt vooral veroorzaakt door poliovirus type 1.
Er zijn drie typen van het het wilde poliovirus (WPV). Type 2 is officieel uitgeroeid sinds 2015, type 3 sinds 2019. Dat is te danken aan een wereldwijd vaccinatieprogramma.
In de chronische fase zijn de verlammingen ongeneeslijk en leiden zij tot blijvende spierzwakte, bij opgroeiende kinderen ook tot misvormingen, bijvoorbeeld doordat aangedane ledematen zich niet meer normaal ontwikkelen of door de nog wel functionerende spieren worden kromgetrokken, of soms tot de dood als de ademhalingsspieren verlamd raken. De kans op een dergelijke afloop is groter naarmate men ouder is op het moment van besmetting.

## Poliovaccins

### Injectie
Er bestaan twee poliovaccin-varianten. De in Nederland gebruikte variant, het salkvaccin, is een "dood" vaccin, vernoemd naar de man die dit vaccin in het begin van de jaren 1950 heeft ontwikkeld: Jonas Salk. Dit vaccin bevat geïnactiveerd (dood) virus. Dit vaccin moet worden geïnjecteerd en daarvoor is dus injectiemateriaal nodig en gekwalificeerd personeel. Dat maakt dit vaccin duur in het gebruik. Nederland is een van de weinige landen in de wereld die van het begin af aan (1957) hebben gekozen voor salkvaccin. Het probleem van de hoge kosten is grotendeels opgelost door het vaccin gecombineerd met andere (kinder)vaccins toe te dienen, aanvankelijk in de vorm van een viervoudig vaccin, het zogenaamde DKTP-vaccin (difterie-, kinkhoest-, tetanus-, poliovaccin). Het vaccin dat tegenwoordig in het Nederlandse Rijksvaccinatieprogramma wordt gebruikt is vijf- of zelfs zesvoudig. Het bevat ook nog vaccin tegen Haemophilus influenzae type B en het vaccin tegen hepatitis B, dat voor alle kinderen geboren na 1 augustus 2011 beschikbaar is.

### Oraal vaccin
De andere vaccinatievariant, het sabinvaccin, is een "levend" vaccin, vernoemd naar zijn ontwikkelaar: Albert Sabin. Dit vaccin bevat verzwakt, maar nog levend virus. Dat virus kan zich in het menselijk lichaam vermeerderen, maar veroorzaakt daarbij geen ziekte. Dit vaccin moet oraal worden toegediend. Daarom wordt het OPV (oraal poliovaccin) genoemd. Het grote voordeel van dit vaccin is dat er geen speciale toedieningsmiddelen en geen gekwalificeerd personeel nodig zijn om het toe te dienen: iedereen kan enkele druppels vaccin in een kindermond druppelen. Een suikerklontje kan de vieze smaak wegnemen. Een tweede voordeel van dit vaccin is dat degenen die zijn gevaccineerd enige tijd vaccinvirussen in hun ontlasting uitscheiden en daardoor mogelijk mensen in hun omgeving besmetten en dus indirect meevaccineren.

### Voor- en nadelen

#### Nadelen
Het orale vaccin heeft ook nadelen: mensen met een niet goed functionerend immuunsysteem kunnen een ernstige infectie oplopen en in zeldzame gevallen kan het virus weer actief worden. Na verloop van tijd (minstens twaalf maanden) kan dat virus zó muteren dat mensen er weer even ziek van worden als van het oorspronkelijke poliovirus. Er is dan een zogeheten vaccine-derived poliovirus (VDPV) ontstaan. Dat gebeurt alleen op plekken waar de vaccinatiegraad zeer laag is en de hygiëne onder de maat is.
Ook de VDPV-varianten worden met vaccins bestreden. In 2021 werd een nieuw oraal vaccin geïntroduceerd voor de bestrijding van cVDPV2, de van poliotype WDP (Wild Polio Virus) 2 afgeleide VDPV-variant die sterk de kop opsteekt. Deze variant kende in meer dan 20 landen in Afrika en Azië uitbraken, naast detecties van het virus in Oekraïne.
De meeste landen in de wereld gebruikten bij de bestrijding van polio in eerste instantie het orale vaccin. Nu polio nog maar zo weinig voorkomt, gaan de nadelen van het orale vaccin echter steeds zwaarder wegen en gaan vooral de rijkere landen over op het salkvaccin. In Nederland is het orale vaccin een enkele keer gebruikt bij een uitbraak.

#### Voordelen
De voordelen van vaccinatie wegen zeer sterk op tegen de nadelen. Van de 3 miljard kinderen die sinds 2000 gevaccineerd zijn, hebben er 1000 verlamming opgelopen door uitbraken van VDPV. Tegelijkertijd zijn er 16 miljoen poliogevallen voorkomen.

## Verspreiding van de ziekte

### Wereld
In de westerse wereld komt polio niet meer voor. Sinds het begin van de campagne van de Wereldgezondheidsorganisatie in 1988 om polio volledig uit te roeien is wereldwijd de incidentie met meer dan 99% gedaald: van 350.000 gevallen in 1988 naar enkele honderden gevallen in recente jaren. De Wereldgezondheidsorganisatie verklaarde Amerika poliovrij in 1994 en Europa in 2002. Daarna bleef het aantal gevallen stabiel rond de 1000 à 2000 en was polio endemisch in vier landen: Afghanistan, Pakistan, India en Nigeria. Vaak staan (oorlogs)conflicten en religieuze of praktische bezwaren het toepassen van het vaccinatieprogramma in deze landen in de weg. Zolang polio ook in die landen niet volledig is uitgeroeid, bestaat er wereldwijd een risico op herintroductie van het virus.
2011 en 2012 zag echter een sterke daling in het aantal gevallen, wat leidde tot hernieuwde hoop om het virus definitief uit te roeien. In januari 2011 kwam het laatste geval in India voor, waardoor het land op 27 maart 2014 door de Wereldgezondheidsorganisatie poliovrij verklaard werd. 2013 zag echter weer een lichte stijging, vooral in Somalië maar ook in Syrië, waar door de oorlog het vaccinatieprogramma ernstig verstoord werd en voor het eerst sinds 1999 weer gevallen gerapporteerd werden. Toch werd in 2014 en 2015 verder vooruitgang geboekt: het laatste geval in Nigeria werd in juli 2014 vastgesteld, waardoor alleen Afghanistan en Pakistan overblijven als landen waar polio endemisch voorkomt. In 2015 waren er wereldwijd maar een honderdtal gevallen, het laagste aantal ooit. In Oekraïne werden echter in 2015 twee gevallen vastgesteld, door te weinig vaccinatie.
Op 19 september 2019 bevestigt het Filipijnse ministerie van Volksgezondheid dat er een nieuwe poliobesmetting is ontdekt. Het land was sinds 2000 poliovrij.
Op 25 augustus 2020 werd geheel Afrika definitief poliovrij verklaard door de Wereldgezondheidsorganisatie, dit nadat het laatste land aldaar, Nigeria, 4 jaar vrij was van nieuwe wilde poliobesmettingen. 
Nog twee landen zijn endemisch: Afghanistan en Pakistan.
Na de nieuwe machtsovername door de conservatieve Taliban in Afghanistan in augustus 2021 werd door velen gevreesd voor een rampzalig gevolg voor de poliobestrijding in de regio, maar de nieuwe machthebbers verklaarden zich bereid mee te werken aan de campagnes van de internationale gezondheidsorganisaties die zich inzetten voor de uitbanning van polio.
In 2022 werd in Malawi een nieuwe geval van polio type 1 ontdekt, dat werd gelinkt aan een poliostam uit Pakistan.

### Nederland

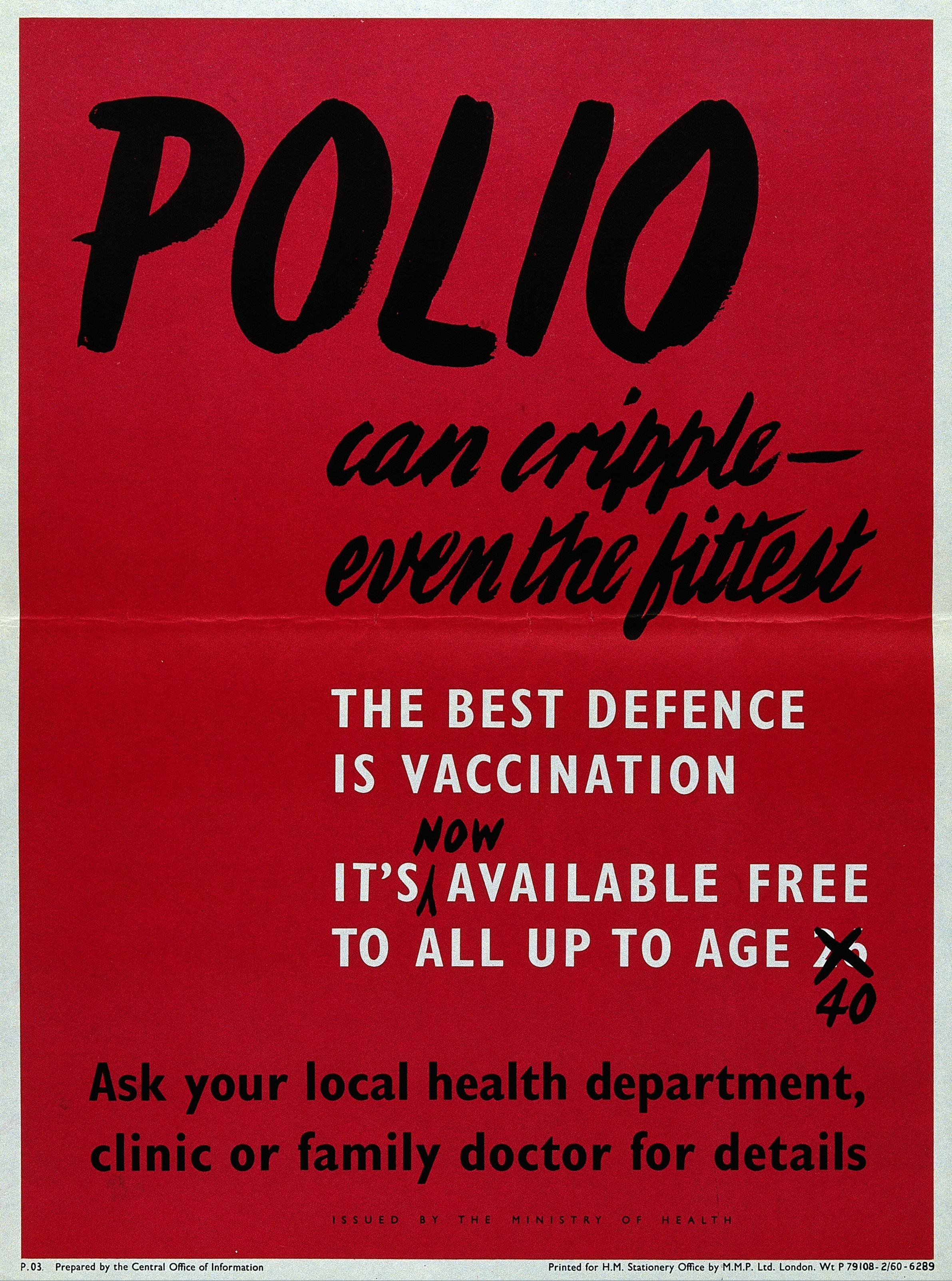
Britse poster die oproept tot vaccinatie (ca. 1960).

De laatste grote polio-epidemie in Nederland was in 1956. Deze epidemie heeft in dat jaar bij 1784 mensen verlammingen veroorzaakt. 10% van hen moest beademd worden (in de zogenaamde ijzeren long). 70 personen (3%) zijn overleden. Naar aanleiding van deze epidemie kwam de vaccinatie tegen poliomyelitis met het sabinvaccin op gang. De grote vaccinatiecampagne van 1957 was gericht op alle kinderen geboren vanaf 1 januari 1950. Deze poliovaccinatiecampagne wordt beschouwd als het begin van het Nederlandse Rijksvaccinatieprogramma. In 1971 was er in Nederland een polio-epidemie op de Veluwe en in Staphorst. Op de Veluwe werden vooral de dorpen Elspeet, Nunspeet en Uddel getroffen, waarbij meer dan 100 personen besmet raakten. De laatste polio-epidemie in Nederland was in 1992 in Streefkerk.
De laatste twee polio-uitbraken hebben uitsluitend de zogenaamde bevindelijk gereformeerden in Nederland getroffen: mensen die om religieuze redenen hun kinderen niet laten vaccineren. Nederland heeft in het algemeen een zeer hoge vaccinatiegraad: in grote delen van Nederland is meer dan 90% van de mensen gevaccineerd. Daardoor ontstaat groepsimmuniteit: de niet-gevaccineerden zijn beschermd doordat het virus zich in een populatie met zoveel immune personen niet kan verspreiden. De bevindelijk gereformeerden in Nederland wonen echter tamelijk dicht bijeen in een brede zone over Nederland (de zogenaamde Bijbelgordel). In deze zone is de vaccinatiegraad zodanig laag dat geen groepsimmuniteit ontstaat en er dus een kans is op het ontstaan van nieuwe uitbraken. Bovendien zijn bevindelijk gereformeerden geneigd onder elkaar te blijven (eigen scholen en verenigingen en een gesloten sociaal netwerk), waardoor ze elkaar vrij gemakkelijk kunnen aansteken. Ook andere levensbeschouwelijke groepen, waaronder antroposofen en macrobioten maar ook ideologisch georiënteerde anti-vaxxers hebben soms bedenkingen tegen het inenten van kinderen, maar leven veel minder bijeen in groepsverband dan de bevindelijk gereformeerden.
Polio is volgens de Nederlandse Wet publieke gezondheid een A-ziekte die al bij vermoeden moet worden gemeld bij de plaatselijke GGD.

### België
De vaccinatie tegen poliomyelitis werd in België in 1958 voor het eerst aanbevolen en in 1967 wettelijk verplicht. Door het vaccinatieprogramma zijn er sinds 1970 in België geen gevallen van polio meer gesignaleerd. De vaccinatiegraad blijft zeer hoog (>95%). Van 1967 tot 2000 werd gebruikgemaakt van het via de mond in te nemen sabinvaccin. In 2001 is overgeschakeld naar het salkvaccin. In België is polio een meldingsplichtige infectieziekte. Het laatste niet-geïmporteerde geval van wilde polio besmetting dateert van 1979.

## Internationale bestrijding
In 1985 nam de internationale organisatie Rotary het initiatief te streven naar een wereld zonder poliomyelitis, die toen zo'n 350.000 kinderen in 125 verschillende landen trof.
De datum 24 oktober geldt als World Polio Day, de dag die in het teken staat van de bestrijding van deze ziekte en het streven naar wereldwijde uitroeiing.
Dit initiatief werd omarmd door de WHO, Unicef en CDC. Later sloot de Bill & Melinda Gates Foundation zich hierbij aan.
Volgens de WHO is van de drie soorten Wild Polio-virus alleen Type 1 nog actief. Er zijn nog slechts twee landen over, waar het Wild Polio-virus nog steeds slachtoffers maakt onder kinderen, Afghanistan en Pakistan. De regeringen van deze landen werken er hard aan om deze vreselijke ziekte uit te roeien en doen hun uiterste best om vaccinatiecampagnes mogelijk te maken. Daarbij stuiten artsen echter op diep gekoesterde conservatieve religieuze bezwaren tegen vaccinatie onder de (ouders van de) doelgroep en achterdocht doordat de CIA in Pakistan een nepvaccinatiekliniek heeft opgezet in de zoektocht naar Osama Bin Laden, wat aanslagen op vaccinatiemedewerkers met dodelijke afloop heeft veroorzaakt.
In 2019 werden slechts 176 slachtoffers van het Wild Polio-virus gemeld.
In 2019 werd een gedeeltelijke overwinning bekendgemaakt in de decennialange strijd tegen de ziekte, waarbij een van de drie stammen van het virus werd gecertificeerd als wereldwijd uitgeroeid.
Het einde van het wilde poliovirus type 3 - ook bekend als WPV3 - zou de derde menselijke ziekteverwekkende ziekteverwekker zijn die in de geschiedenis is uitgeroeid, nadat de pokken in 1980 als uitgeroeid werden verklaard en in 2015 het wilde poliovirus type 2 (WPV2).
Het laatste geval van polio type 3 was in 2012 ontdekt in het noorden van Nigeria.
Na het bereiken van een historisch dieptepunt van slechts 22 gevallen van wilde polio-infectie in 2017, heeft het virus in 2019 nog tientallen gevallen veroorzaakt in Pakistan en Afghanistan, waardoor de mogelijke datum voor de wereld om polio helemaal uit te roeien werd uitgesteld.
De infrastructuur om polio uit te roeien wordt in Afrika (met name Nigeria) ook gebruikt om ebola te bestrijden en meer recentelijk voor de coronapandemie.
De meeste polio-uitbraken wereldwijd in de periode februari 2021 - januari 2022 waren cVDPV2 (met aan top Nigeria met een uitbraak van ruim 400 gevallen), gevolgd door enkele gevallen van cVDPV1 en een handvol WPV1.

### Varia
Over de uitbraak in 1944 van polio in Newark en de lichamelijke en psychische verwoestingen die de epidemie aanrichtte, schreef Philip Roth zijn laatste roman: Nemesis (New York 2010; Nederlandse vertaling onder dezelfde titel bij De Bezige Bij, Amsterdam 2010).
Hilary Koprowski was in 1950 de eerste onderzoeker die aantoonde dat inenting tegen polio mogelijk was. Zijn ontdekking bracht hem niet de faam van Jonas Salk en Albert Sabin, die te boek staan als de uitvinders van het poliovaccin, maar volgens zijn zoon Christopher Koprowski was zijn vader verguld met de wetenschappelijke erkenning die zijn werk ten deel viel, en kon hij juist door het uitblijven van grote roem ongestoord doorwerken.